# Schwenkfelder Church
Die Schwenkfelder Church ist eine protestantische Kirche in den Vereinigten Staaten, die auf den schlesischen Reformator Kaspar Schwenckfeld zurückgeht. Ihre Anfänge hat die Kirche in der radikal-reformatorischen Bewegung der Schwenkfeldianer (oder Schwenckfelder) im 16. Jahrhundert in Mitteleuropa.
Die erste Gemeinde entstand Mitte 1520er Jahren um Schwenckfeld in seinem Geburtsort Ossig bei Lüben im damaligen Herzogtum Liegnitz. Im Zuge der Reformation breitete sich die Bewegung auf ganz Schlesien, die Lausitz, Böhmen, die Grafschaft Glatz und Süddeutschland aus. Durch Verfolgung während des Dreißigjährigen Kriegs verschwanden die meisten Schwenckfeldianer. Seitdem bestanden nur kleine Gemeinden im überwiegend lutherischen Niederschlesien. Der letzte europäische Gläubige soll Anfang des 19. Jahrhunderts in Harpersdorf in der preußischen Provinz Schlesien gestorben sein.

## Geschichte

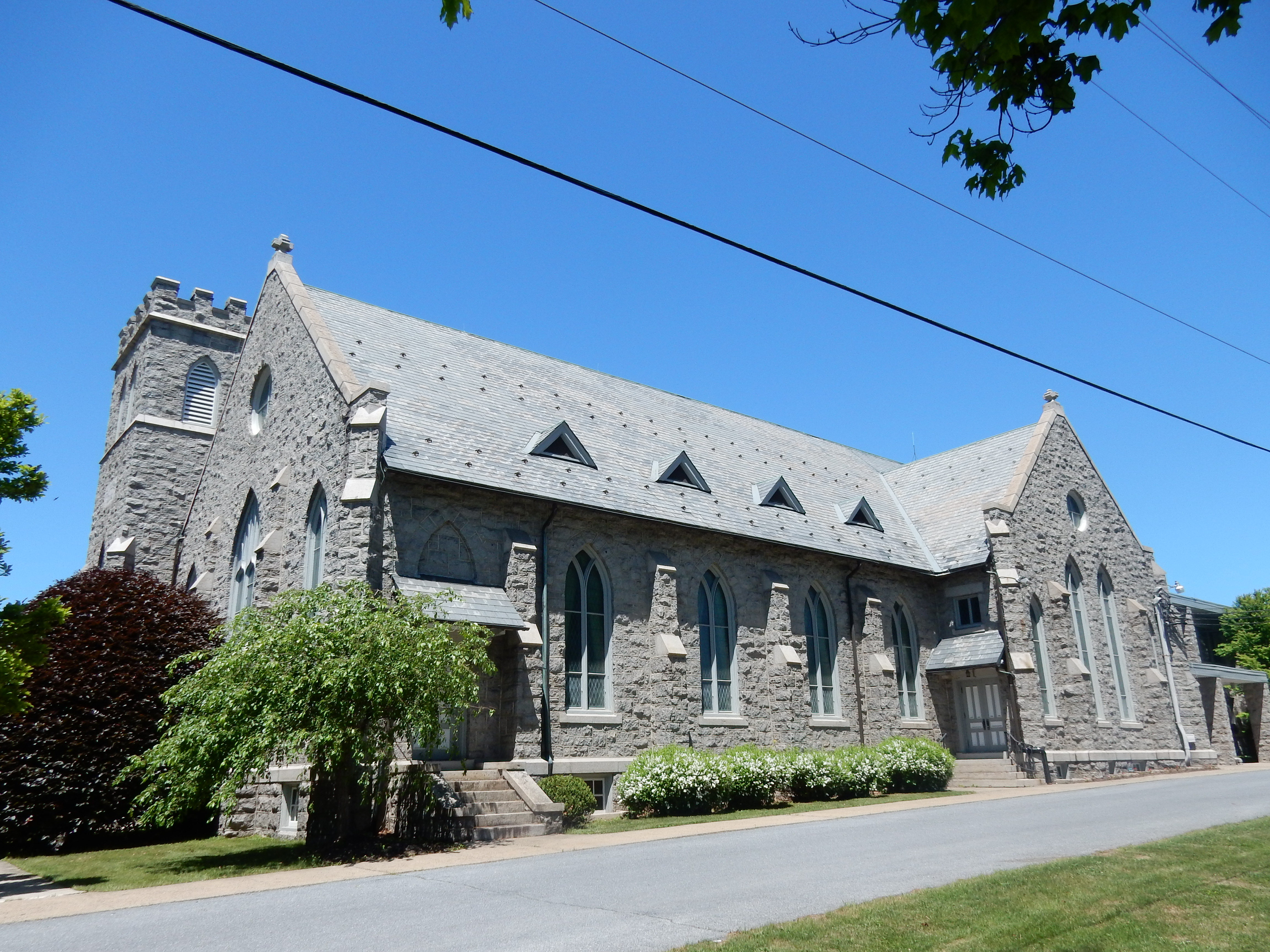
Schwenkfelder Church in Palm / Pennsylvania (USA)

Bereits im 16. Jahrhundert bildeten sich in Schlesien, der Grafschaft Glatz und Süddeutschland erste schwenkfeldianische Kreise und Gemeinden. Der Dreißigjährige Krieg führte jedoch zu einem Ende der Schwenkfeldianer im süddeutschen Raum. Allein in Teilen Schlesiens und besonders in Niederschlesien konnten sich noch Gemeinden der Schwenkfeldianer halten. Hier bestanden unter anderem auch Kontakte zu den Täufern und später zu den Quäkern. Briefkontakte gab es auch mit dem lutherischen Pietisten Philipp Jakob Spener. Dennoch standen die schlesischen Schwenkfeldianer zunehmend unter Druck der böhmischen Landesherren, die die Schwenkfelder als Ketzer ansahen. Unter Karl VI. und den von ihm beauftragten Jesuiten fand die gewaltsame Rekatholisierung schließlich ihren Höhepunkt. Auch mehrere Petitionen an den Wiener Hof mit der Bitte um religiöse Toleranz konnten dies nicht ändern. Zwischen 1725 und 1736 flohen schließlich etwa 500 schlesische Schwenkfelder auf Güter des Gründers der Herrnhuter Brüdergemeine von Zinzendorf in Herrnhut und Berthelsdorf in der sächsischen Oberlausitz. Etwa 180 von ihnen begaben sich im April 1734 von hier aus über Altona und Haarlem nach Rotterdam, um von dort mit dem englischen Schiff St. Andrew über das südenglische Plymouth nach Pennsylvania auszuwandern. In Altona und Haarlem fanden sie materielle und finanzielle Unterstützung bei den mennonitischen Familien van der Smissen und van Buyssant. Die Familie van der Smissen nahm die Flüchtlinge beispielsweise für einige Tage auf und übernahm anschließend auch die Kosten für die weitere Überfahrt von Altona nach Haarlem. Im September 1734 erreichte die Gruppe schließlich Pennsylvania. Als Dank für ihre Befreiung aus religiöser Unterdrückung und die sichere Ankunft einigte sich die Gruppe darauf, den 24. September künftig als Gedenktag in Erinnerung zu halten. Noch heute wird der 24. September als Teil des Kollektiven Gedächtnisses der Schwenkfeldianer als Gedaechtnisz-Tag mit einem Gottesdienst, Ansprachen und Liedern gefeiert. Wie bei der Ankunft der Übersiedler erhalten die Teilnehmer nach dem Gottesdienst auch heute noch traditionell apple butter. Konzentrierten sich die Schwenkfeldianer anfangs in der Stadt Philadelphia, siedelten sie sich in den folgenden Jahren vor allem nordwestlich von Philadelphia an.
Nach ihrer Immigration standen die Schwenkfeldianer zeitweise in engem Kontakt mit den Quäkern, mit denen sie sich in der gemeinsamen Betonung christlicher Spiritualität verbunden fühlten. Auch gab es ein gemeinsames Engagement für die Rechte einheimischer Indianer. Verbindungen gab es auch weiter zu den Mennoniten, doch war zum Beispiel die gemeinsame Ablehnung des Militärdienstes bei den Schwenkfeldianern nicht grundsätzlich biblizistisch begründet, sondern eher eine Folge der Erfahrungen der gewaltsamen Gegenreformation in Schlesien. Bemühungen von Seiten von Zinzendorfs, die Schwenkfeldianer in die Herrnhuter Brüdergemeine einzugliedern, scheiterten, da die Schwenkfeldianer nicht bereit waren, ihre selbstständige religiös-ethnische Identität aufzugeben. Im Sinne des spiritualistischen Selbstverständnisses wurden dennoch anfangs keine festen Kirchenstrukturen aufgebaut. Erst 1782 wurde die Society of Schwenkfelders gegründet. 1789 wurde das erste schwenkfeldianische Gemeindehaus erbaut. 1885 wurde die Schwenkfelder Library gegründet. 1909 folgte die Gründung der eigentlichen Schwenkfelder Church.
Innerhalb der protestantischen Kirchenlandschaft Nordamerikas spielt die kongregationalistisch strukturierte Schwenkfelder Church heute nur eine marginale Rolle. Im Jahr 2009 gehörten ihr fünf Gemeinden mit etwa 2.500 Mitgliedern im südöstlichen Pennsylvania an. Die Generalkonferenz der Schwenkfelder Church ist Mitglied im ökumenischen Pennsylvania Council of Churches und (mit Ausnahme der Central Schwenkfelder Church) assoziiertes Mitglied der United Church of Christ. Die Kirche unterstützt auch überkonfessionell ausgerichtete Missionsgesellschaften.
Die in Schlesien verbliebenen Schwenkfeldianer wurden im Laufe des 18. Jahrhunderts zunehmend assimiliert, nicht zuletzt nach der Besetzung Schlesiens durch den preußischen König Friedrich II. und die Vereinnahmung durch die protestantische lutherische Kirche. 1826 soll der letzte sich noch offen zu den Schwenkfeldianern bekennende Schlesier in Harpersdorf (Niederschlesien) gestorben sein.